# Stronsdorf
Stronsdorf osztrák mezőváros Alsó-Ausztria Mistelbachi járásában. 2021 januárjában 1612 lakosa volt. 

## Elhelyezkedése

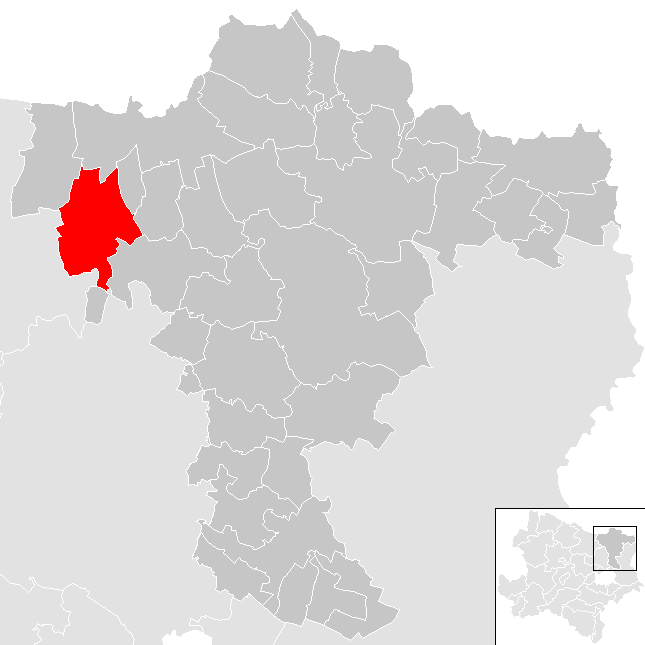
Stronsdorf a Mistelbachi járásban

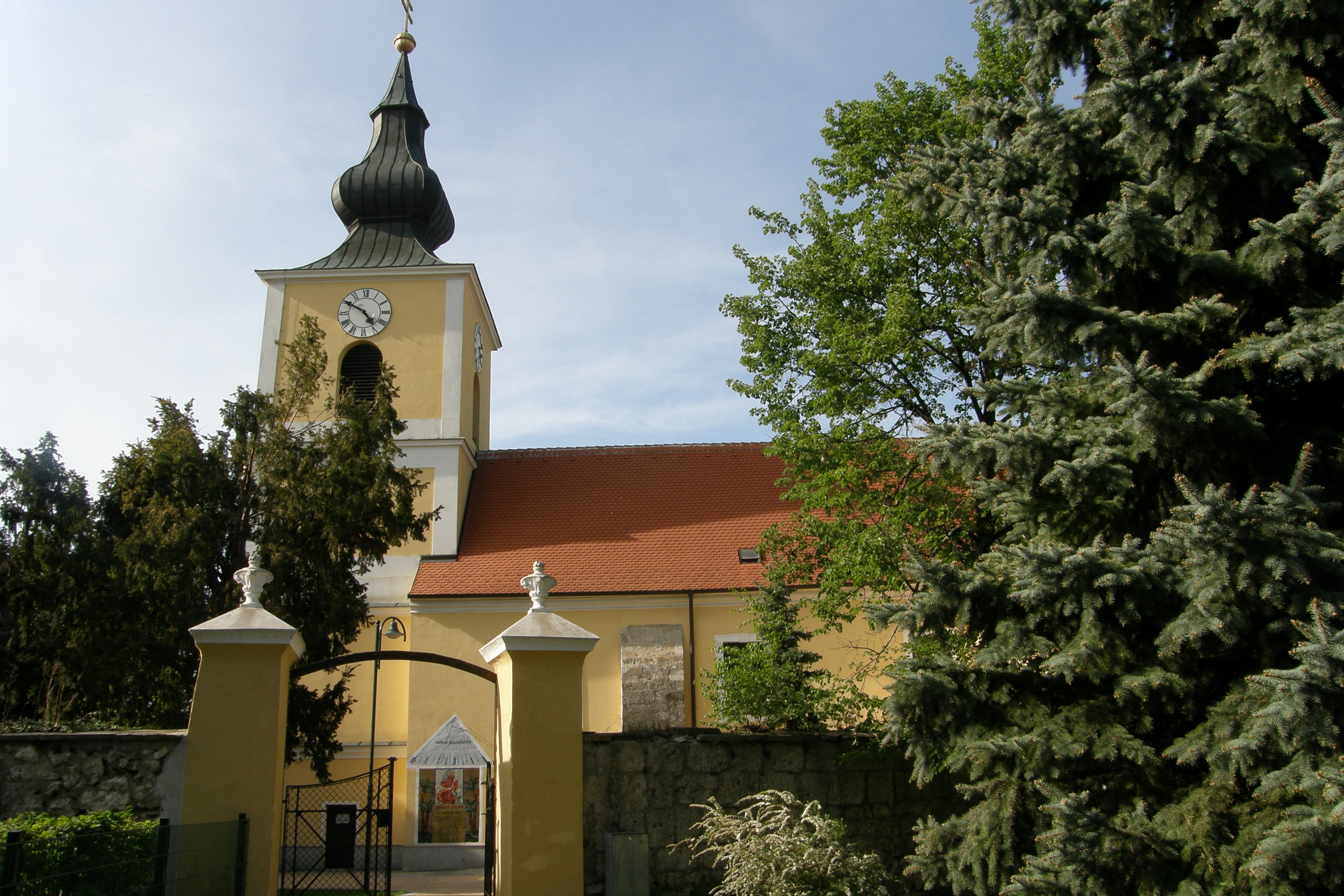
A patzmannsdorfi Szt. Márton-plébániatemplom

Stronsdorf a tartomány Weinviertel régiójában fekszik a Weinvierteli-dombságon. Legfontosabb folyóvize a Stronsdorfer Graben csatorna. Területének 17,1%-a erdő, 75,2% áll mezőgazdasági művelés alatt. Az önkormányzat 6 települést, illetve településrészt egyesít: Oberschoderlee (243 lakos 2021-ben), Patzenthal (123), Patzmannsdorf (397), Stronegg (40), Stronsdorf (676) és Unterschoderlee (133).
A környező önkormányzatok: északnyugatra Großharras, északra Laa an der Thaya, északkeletre Unterstinkenbrunn, keletre Gaubitsch, délkeletre Gnadendorf, délre Hollabrunn, nyugatra Nappersdorf-Kammersdorf.

## Története
Stronsdorfot szlávok alapították a 7. vagy 9. században, eredeti lakosait később német telepesek szorították ki. Első írásos említése 1072-ből származik. Egyházközségét 1160-ban alapították. Első ismert birtokosa egy bizonyos Wichard von Straneisdorf 1164-ből. 1304-ben a Wallsee család szerezte meg az akkor már mezővárosként említett Stronsdorfot. A Wallseek az egyházközséget a säusensteini apátságnak adományozták. Az apátság egy kis leánykolostort alapított Stronsdorfban, amelyet II. József idején zártak be, a 18. században. A mezőváros 1514-ben kapta címerét.
A 15. és 17. században a husziták és a törökök fosztották ki a települést, de elfoglalták a svédek a harmincéves háborúban, a franciák a napóleoni háborúk során és a poroszok a porosz-osztrák háborúban. A Monarchia idejében gyors ütemben fejlődő mezőváros gyarapodását a birodalom szétesése törte félbe, amikor határmenti településként elvesztette gazdasági hátországát. A második világháború végén hetekig állt itt a front, a mezőváros épületeit tüzérségi tűz rongálta meg, több polgár életét vesztette. Patzenthalt 1945. április 22-én szovjet katonák szállták meg, majd másfél órás harcban visszavertek egy német ellentámadást. Az összecsapásban 20 szovjet és 30 német katona esett el. A szovjetek ezt követően kifosztották Patzenthalt, hét civilt agyonlőttek és több nőt megerőszakoltak. 

## Lakosság
A stronsdorfi önkormányzat területén 2021 januárjában 1612 fő élt. A lakosságszám 1880-ben érte el a csúcspontját 2718 fővel, azóta csökkenő tendenciát mutat. 2018-ban az ittlakók 96,1%-a volt osztrák állampolgár; a külföldiek közül 0,8% a régi (2004 előtti), 2 az új EU-tagállamokból érkezett. 2001-ben a lakosok 96%-a római katolikusnak, 2,4% pedig felekezeten kívülinek vallotta magát. Ugyanekkor a legnagyobb nemzetiségi csoportot a németek (98,1%) mellett a szerbek alkották 0,7%-kal. 
A népesség változása:

| 2016 | 1 611 |
| 2018 | 1 584 |

## Látnivalók
- a Mária mennybevétele-plébániatemplom
- a patzmannsdorfi Szt. Márton plébániatemplom
- az 1702-ben emelt Maria Immaculata-oszlop, valamint egy-egy 1818-as Szentháromság-oszlop Stronsdorfban és Patzmannsdorfban.
- a Blauer Berg természetvédelmi területen található a védett pamacslaboda két ausztriai élőhelye közül az egyik.

## Fordítás
- Ez a szócikk részben vagy egészben  a   Stronsdorf című német Wikipédia-szócikk ezen változatának fordításán alapul.  Az eredeti cikk szerkesztőit annak laptörténete sorolja fel. Ez a jelzés csupán a megfogalmazás eredetét és a szerzői jogokat jelzi, nem szolgál a cikkben szereplő információk forrásmegjelöléseként.